# Paragobiodon modestus
 Paragobiodon modestus és una espècie de peix de la família dels gòbids i de l'ordre dels perciformes. Poden assolir fins a 3,5 cm de longitud total.
És un peix marí, de clima tropical i associat als esculls de corall que viu fins als 9 m de fondària. Es troba des de l'Àfrica oriental fins a les Illes Marshall, les Illes Ryukyu i l'est d'Austràlia.
És inofensiu per als humans.